# Дакота (Іллінойс)
Дакота (англ. Dakota) — місто (англ. town) в США, в окрузі Стівенсон штату Іллінойс. Населення — 500 осіб (2020).

## Географія
Дакота розташована за координатами 42°23′15″ пн. ш. 89°31′37″ зх. д. / 42.38750° пн. ш. 89.52694° зх. д. (42.387490, -89.526851).  За даними Бюро перепису населення США в 2010 році місто мало площу 0,74 км², уся площа — суходіл.

## Демографія
Згідно з переписом 2010 року, у селищі мешкало 506 осіб у 199 домогосподарствах у складі 146 родин. Густота населення становила 681 особа/км².  Було 217 помешкань (292/км²).
Расовий склад населення:
| - 97,2 % — білих - 0,2 % — корінних американців - 1,0 % — осіб інших рас |

До двох чи більше рас належало 1,6 %. Частка іспаномовних становила 2,4 % від усіх жителів.
За віковим діапазоном населення розподілялося таким чином: 26,9 % — особи молодші 18 років, 61,8 % — особи у віці 18—64 років, 11,3 % — особи у віці 65 років та старші. Медіана віку мешканця становила 35,4 року. На 100 осіб жіночої статі у селищі припадало 103,2 чоловіків;  на 100 жінок у віці від 18 років та старших — 101,1 чоловіків також старших 18 років.
Середній дохід на одне домашнє господарство  становив 51 405 доларів США (медіана — 42 500), а середній дохід на одну сім'ю — 58 937 доларів (медіана — 55 313). Медіана доходів становила 39 028 доларів для чоловіків та 30 795 доларів для жінок. За межею бідності перебувало 11,0 % осіб, у тому числі 13,7 % дітей у віці до 18 років та 4,1 % осіб у віці 65 років та старших.
Цивільне працевлаштоване населення становило 241 осіб. Основні галузі зайнятості: освіта, охорона здоров'я та соціальна допомога — 26,6 %, виробництво — 25,3 %, роздрібна торгівля — 13,7 %, мистецтво, розваги та відпочинок — 10,0 %.